# Marescialli del Senato della Polonia
Lista dei marescialli del Senato della Polonia.

## Elenco
- Wojciech Trąmpczyński dal 28 novembre 1922 al 26 marzo 1928
- Julian Szymański dal 27 marzo 1928 all'8 dicembre 1930
- Władysław Raczkiewicz dal 9 dicembre 1930 al 3 ottobre 1935
- Aleksander Prystor dal 4 ottobre 1935 al 27 novembre 1938
- Bogusław Miedziński dal 28 novembre 1938 al 2 novembre 1939
- Andrzej Stelmachowski dal 22 novembre 1989 al 31 dicembre 1989
- Andrzej Stelmachowski dal 1º gennaio 1990 al 25 novembre 1991
- August Chełkowski dal 26 novembre 1991 al 15 ottobre 1993
- Adam Struzik dal 26 ottobre 1993 al 19 ottobre 1997
- Alicja Grześkowiak dal 21 ottobre 1997 al 18 ottobre 2001
- Longin Pastusiak dal 20 ottobre 2001 al 18 ottobre 2005
- Bogdan Borusewicz dal 20 ottobre 2005 al 4 novembre 2007
- Bogdan Borusewicz dal 5 novembre 2007 al 7 novembre 2011
- Bogdan Borusewicz dall'8 novembre 2011 all'11 novembre 2015
- Stanisław Karczewski dal 12 novembre 2015 all'11 novembre 2019
- Tomasz Grodzki dal 12 novembre 2019 all'12 novembre 2023
- Małgorzata Kidawa-Błońska dal 13 novembre 2023